# Taylor Fritz
Taylor Harry Fritz (Rancho Santa Fe (Kalifornija), 28. listopada 1997.) američki je tenisač. Najbolji ranking na ATP listi u pojedinačnoj konkurenciji ostvario je 27. veljače 2023. kada je zauzeo peto mjesto.
Juniorsku karijeru završio je 2015. kao broj jedan, nakon pobjede na US Openu, a iste je godine igrao i u finalu Roland Garrosa. Kao junior pobijedio je neke od budućih top 10 igrača – Rubljova, Shapovalova i Tsitsipasa. Na turniru u Memphisu 2016., s 18 godina i 3 mjeseca, Fritz je postao najmlađi Amerikanac u ATP finalu od Michaela Changa, koji je 1989. osvojio Roland Garros kao 17-godišnjak.
Svoj prvi naslov u karijeri osvojio je 2019. u Eastbourneu. Iste godine ostvario je pet pobjeda protiv top 10 igrača među kojima se ističe ona protiv Dominica Thiema u Laver Cupu. Osvojio je svoj drugi naslov u Indian Wellsu 2022. nakon pobjede nad Rafaelom Nadalom u finalu, prekinuvši tako njegov niz od dvadeset uzastopnih pobjeda. Svoj treći ATP naslov, a drugi u Eastbourneu, osvojio je već u lipnju pobijedivši Maximea Cressyja u finalnom susretu. Četvrti naslov, na turniru serije 500 u Tokiju, omogućio mu je ulazak među 10 najboljih tenisača svijeta. Tijekom 2023. osvojio je dva naslova na tvrdoj podlozi u američkim gradovima – Delray Beachu i Atlanti.
Na Grand Slam turnirima najdalje je stigao do četvrtfinala, na Wimbledonu 2022. i 2024. godine i na Australian Openu 2024., do finala US Opena 2024. godine. Na Australian Openu 2021. igrao je meč u pet setova protiv Novaka Đokovića.